# Grafikmodus
Als Grafikmodus (englisch „all points adressable“ alle Punkte adressierbar, APA) bezeichnet man einen Videomodus von Grafikkarten, bei der das auf dem Monitor angezeigte Bild aus einem Rechteck einzelner Pixel aufgebaut ist. Das Gegenteil ist der Textmodus.
Der Betrieb im Grafikmodus ist auf modernen Computersystemen heutzutage Standard und ist eine Grundlage für grafische Benutzeroberflächen. 

## Komponenten eines Grafikmodus
Grafikmodi, basierend auf Grafikstandards, unterscheiden sich in folgenden Eigenschaften:
- Ein wesentliches Kriterium die Bildauflösung, die Anzahl Pixel, die in horizontaler und vertikaler Richtung zur Verfügung stehen. Je mehr Pixel zur Verfügung stehen, desto höher aufgelöst kann ein Bild dargestellt werden.
- Ein weiteres Kriterium ist Farbtiefe, also die Speichermenge, die für die Beschreibung eines einzelnen Pixels zur Verfügung steht. Sie wird in Bit gemessen. In den Anfängen bot Grafikhardware nur 1 Bit pro Pixel zur Darstellung von Binärbildern an. Heutzutage werden meist 24 Bit pro Pixel verwendet, mit jeweils 8 Bit für jede der drei Komponenten Rot, Grün und Blau im RGB-Farbraum. Spezialhardware, etwa im medizinischen Bereich, verwendet teilweise größere Farbtiefen als 8 Bit pro Komponente, um beispielsweise Röntgenbilder als 16-Bit-Graustufenbild anzuzeigen.
- Schließlich existieren verschiedene Arten, Pixelinformationen einer gewissen Farbtiefe zu interpretieren. Wichtige Vertreter sind Echtfarbe (engl. true color, jedes Pixel wird in einem bestimmten Farbraum komponentenweise beschrieben), Binärbilder (jedes Pixel ist schwarz oder weiß) und Palettenbilder (jedes Pixel ist ein Index in einer Palette, eine Liste von aktuell im Grafikmodus zur Verfügung stehenden Farbwerten).